# 郑颖人
郑颖人（1933年11月5日—），中国工程院院士，岩土工程与地下工程专家，浙江省镇海县（今宁波市镇海区）人。
1956年，毕业于北京石油学院。现担任解放军后勤工程学院教授，专业技术一级、文职特级。2001年，当选为中国工程院院士。

## 荣誉
- 中国国家科技进步二等奖一项
- 中国国家科技进步三等奖一项
- 中国全国科学技术大会奖一项
- 水利部优秀科技图书一等奖一项
- 全军优秀教师
- 总后勤部“科学技术一代名师”称号（1996年）
- 茅以升奖提名奖（2000年）